# Гаяно-російські відносини
Гаяно-російські відносини — двосторонні міжнародні відносини між Російською Федерацією та Гаяною. Росія має посольство в Джорджтауні, а посол Гаяни в Росії за сумісництвом знаходиться в Лондоні.
У 2005 році обидві країни підписали угоду про безвізові поїздки для власників дипломатичних і службових паспортів між країнами, а в 2010 році Гаяна в односторонньому порядку скасувала візові вимоги для громадян Росії.

## Відносини між країнами за радянських часів
Чедді Джаган, гаянський соціаліст-марксист на початку своєї політичної кар'єри сприймав комуністичні країни в позитивному світлі. Його співпраця з країнами-союзниками СРСР з 1950-х років привернула увагу Великої Британії та США під час холодної війни.
Радянський Союз і Гаяна встановили дипломатичні відносини 17 грудня 1970 року.
У жовтні 1985 року Радянський Союз доставив до Джорджтауна три вертольоти Мі-8 для використання Силами оборони Гаяни. У 1980-х роках авіакомпанія Guyana Airways експлуатувала пасажирський літак Ту-154, орендований у румунської авіакомпанії TAROM і придбала ще три літаки Ту-154 у Радянського Союзу та Румунії за бартерною угодою в обмін на боксити.

## Відносини з Російською Федерацією

### Дипломатичні зв'язки
8 січня 1992 року Гаяна визнала Російську Федерацію державою-правонаступницею Радянського Союзу після його розпаду. Росія має посольство в Джорджтауні, а Гаяна обслуговує Росію через свою Вищу комісію в Лондоні.

### Економічні зв'язки
Багато гаянських студентів виїхали до Росії для здобуття вищої освіти. У 2003 році Російський університет дружби народів і Університет Гаяни підписали угоду про співпрацю. Поліція Гаяни також пройшла короткострокове навчання в Росії.
У січні 2006 року РУСАЛ досяг угоди з урядом Гаяни про купівлю 90 % акцій Aroaima Mining Company, залишивши уряду 10 % акцій. За даними «Русала», в рамках угоди в бокситову шахту в Бербісі було вкладено 20 мільйонів доларів США.

## Посли

### Російські посли в Гаяні
- Павло Сєргєєв, призначений 27 липня 2007[11][12]
- Микола Смирнов, 2015[13]
- Олександр С. Курмаз, призначений у грудні 2017 року та послом-нерезидентом Барбадосу, Гренади, Сент-Вінсента та Тринідаду і Тобаго (попередня дипломатична служба в Беніні, Індії та Німеччині.)[14]

### Гаянські посли в Росії
- Лалешвар Сінгх, призначений 20 червня 1995[15]
- Гемлі Кейс, призначений 2018[16]